# 鷹司兼忠
鷹司 兼忠（たかつかさ かねただ）は、鎌倉時代中期から後期にかけての公卿。従一位関白左大臣。
鷹司家3代当主。太政大臣鷹司兼平の子。号に歓喜苑摂政。
兄基忠の養子となり、基忠の長男冬平を自身の養子としている。

## 年譜
日付はいずれも和暦。
- 文永8年（1271年）- 2月17日 右近衛少将、7月2日 右近衛中将
- 文永9年（1272年）- 7月11日 兼近江権守
- 文永10年（1273年）- 5月3日 権中納言、右近衛中将如元
- 建治元年（1276年）- 12月22日 権大納言、右近衛中将如元
- 弘安2年（1279年）- 1月10日 左近衛大将
- 正応元年（1288年）- 10月27日 内大臣、11月8日 辞左近衛大将
- 正応2年（1289年）- 4月25日 兼東宮傅（胤仁親王）、10月18日 右大臣
- 正応4年（1292年）- 12月25日 左大臣
- 永仁4年（1296年）- 7月24日 関白（伏見天皇）、12月25日 辞左大臣
- 永仁6年（1298年）- 7月22日 摂政（後伏見天皇）、12月20日 辞摂政

## 加階
- 文永8年（1271年）- 2月11日 正五位下、5月5日 従四位下、10月13日 正四位下
- 文永9年（1272年）- 1月5日 従三位、9月27日 正三位
- 文永11年（1274年）- 1月5日 従二位
- 文永12年（1275年）- 1月6日 正二位
- 正応元年（1288年）- 12月20日 従一位

## 系譜
- 父：関白鷹司兼平 (1228–1294)
- 母：非参議平親継女 (?–1292)
- 養父：関白鷹司基忠 (1247–1313)
  - 兼忠
  - 正室：関白近衛基平女
    - 長男：鷹司冬経 (1283–1319) - 権大納言

  - 家女房
    - 次男：鷹司兼冬 (1289–1308) - 非参議
    - 三男：鷹司基教 (1299–1344?) - 参議、冬経養子

  - 母不詳
    - 男子：兼源 - 延暦寺僧
    - 男子：兼覚 - 醍醐寺僧

  - 養子
    - 嫡男：鷹司冬平（1275-1327）- 関白、実父は関白鷹司基忠